# Pasquale Ciriello
Pasquale Ciriello (Napoli, 1º gennaio 1950 – Napoli, 30 luglio 2014) è stato un costituzionalista e politico italiano.

## Biografia
Avvocato abilitato al patrocinio dinanzi alle giurisdizioni superiori e iscritto all'albo dei giornalisti pubblicisti, diventa professore ordinario di Diritto costituzionale italiano e comparato all'Università degli Studi di Napoli "L'Orientale". Dalla moglie Ornella Moscati diventa padre di due figlie: Ludovica e Piera.
È stato Presidente del Comitato di Coordinamento Regionale delle Università Campane, membro del Comitato scientifico delle riviste "Diritto pubblico comparato ed europeo" e "Diritto e gestione dell'ambiente", membro della Commissione per l'accesso ai ruoli della magistratura ordinari, della Commissione per l'abilitazione all'esercizio della professione di avvocato nel 1997 e 1998. È stato pro-rettore dell'università dal 1994 al 2001 e successivamente Rettore per due mandati fino al 2008. Alla scadenza del mandato si è candidato, anche su richiesta del ministro Luigi Nicolais, alle elezioni politiche del 2008 come deputato nelle file del Partito Democratico, risultando eletto. Nel giugno 2008 ha fondato "Futura", la Scuola di Formazione del PD della Campania, con seminari e forum su tematiche politico-istituzionali e internazionali. Concluse il proprio mandato parlamentare nel 2013.
Sua figlia Ludovica Ciriello è diventata giornalista televisiva, l'altra sua figlia Piera ha seguito le sue orme.
È morto nel luglio 2014 a 64 anni.